# Подводные лодки типа «Глауко» (1935)
Подводные лодки типа «Глауко» (итал. Glauco) — серия итальянских подводных лодок времён Второй мировой войны. Проектировались и строились фирмой «Кантьери Риунити делль‘Адриатико» (CRDA), Монфальконе. Первоначально строились как Delfin и Espadarte для Португалии, но в 1931 году заказчик от них отказался, а в 1932 году правительство Италии перекупило их для собственных ВМС.
Вступили в строй в 1935 году, спроектированы на основе лодок проекта «Скуало». Конструкция однокорпусная, с бортовыми булями, рабочая глубина погружения 90 м. Лодки обладали хорошей мореходностью и маневренностью. Развитием проекта стали лодки типа «Марчелло».
В октябре 1940 года лодки были переведены на базу в Бордо (Франция) и действовали против судоходства союзников в Атлантике. В октябре 1941 года ПЛ Otaria возвратилась в Средиземное море и до конца войны использовалась как транспортная при снабжении итальянских войск в Северной Африке.

## Список ПЛ типа «Глауко»
| Подводная лодка | Верфь | Спущена на воду | Начало службы | Конец службы |
| --------------- | ----- | --------------- | ------------- | --- |
| Otaria          | CRDA  | 20.3.1935       | 20.10.1935    | списана 1.2.48                                                                                                  |
| Glauco          | CRDA  | 5.1.1935        | 20.9.1935     | затоплена экипажем 27.6.41 западнее Гибралтара, получив повреждения от глубинных бомб и артогня эсминца Wishart |